# Albert Petot
Charles Albert Petot (1851-1927), ancien élève de l'École normale supérieure est professeur de mécanique à la faculté des sciences de Lille de 1889 à 1923 et à l'Institut industriel du Nord (École centrale de Lille) de 1894 à 1923.
Avec Auguste Boulanger et Henri Padé, il assure des cours de mécaniques rationnelle et appliquée.
Ses recherches évoluent des mathématiques à "la dynamique des voitures automobiles, introduisant l’emploi de nombreux perfectionnements sur :
- les empâtements,
- l’abaissement du centre de gravité,
- la multiplication des cylindres,
- les cardans,
- les systèmes de freinage."

### Publications
- Sur une extension du théorème de Pascal à la géométrie de l'espace, Albert Petot, Gauthier Villars, 1888 (thèse de doctorat à la faculté des sciences de Lille)
- Cours de mécanique rationnelle : lois générales du mouvement et de l'équilibre des systèmes matériels, Faculté des sciences de Lille
- Cours de mécanique appliquée : dynamique générale des machines, stabilité des automobiles dans les courbes et sur les pentes, Faculté des sciences de Lille
- Traité de mécanique rationnelle à l'usage des élèves ingénieurs : Révision du cours d'analyse, mécanique générale, théorie des machines en mouvement, thermodynamique : Leçons professées à l'Institut industriel du Nord de la France, par M. Albert Petot, 1896
- Traité de Mécanique rationnelle à l'usage des Élèves Ingénieurs: Leçons professées à l'Institut industriel du Nord de la France, Albert Petot - Éditeur Schaller, 1905[3]
- Étude dynamique des voitures automobiles, Université de Lille, Albert Petot - Éditeur impr. J. Schaller, 1906 (Lire en ligne)
- Étude dynamique des voitures automobiles, Albert Petot - Éditeur J. Schaller, 1912 -(BNF 31094214)
- Leçons élémentaires de mécanique rationnelle: Introduction à la mécanique appliquée, Albert Petot - Éditeur Schaller, 1896
- On the surfaces capable of forming, by a helicoidal déplacement, a famille de Lamé, by M. Albert Petot